# Квазімодо (персонаж)
Квазімодо (фр. Quasimodo) — вигаданий персонаж, головний герой роману Віктора Гюґо «Собор Паризької Богоматері» (1831). Свою назву він отримав від неділі Квазімодо, першої після Великодня, оскільки в цей день він був би покинутий.
Квазімодо описують як деформовану істоту жахливої потворності: він одноокий, кульгавий і (внаслідок тривалого перебування поруч із дзвонами) глухий. Він також страждає на гіперкоз, тому більш відомий під прізвиськом Горбань з Нотр-Даму. Він фактично відповідає за дзвін дзвонів Собору Паризької Богоматері, будівлі, в якій він живе приховано від усіх і душею якої він, здається, є.

## У романі
Квазімодо був сином циганської сім'ї, яка виховувала його до чотирьох років, коли через його каліцтво вони покинули його в колесі для підкидьків у Нотр-Дамі. Там його всиновив архідиякон Клод Фролло, який дав йому ім'я Квазімодо і зробив дзвонарем собору, навернувши його до католицької релігії. Ромська пара викрала і виховала замість нього маленьку дівчинку, на ім'я Аньєс, дочку повії.
Його ненавидять і бояться парижани, які вважають його дияволом або чудовиськом і вірять, що він син відьми: Квазімодо насправді горбатий, одноокий, кульгавий і, через свою зайнятість і тривалий і близький вплив дзвонів, глухий і абсолютно нездатний спілкуватися. Він відповів на презирство ненавистю до людей, натомість виявляючи велику любов і відданість до архидиякона, церкви і дзвонів. У 1482 році, коли йому було близько двадцяти років, Квазімодо вирішує, хоч і всупереч наказу свого господаря Фролло, зірвати свято дурнів, на якому його через свою потворність коронують «Папою дурнів». Однак, спробувавши викрасти Есмеральду за наказом Фролло, Квазімодо отримує батогом під переляканими і водночас веселими поглядами всього натовпу.
Циганка Есмеральда — єдина, хто жаліє його і приносить йому випити. З цього моменту Квазімодо шалено закохується в неї. Через кілька днів дзвонар віддячує йому тим, що рятує Есмеральду від повішення, помилково звинувачену у замаху на вбивство Фебуса де Шатопера, капітана королівської гвардії. Насправді ж це Фролло зарізав чоловіка через нерозділене кохання циганки. Квазімодо переховує цигана в Соборі Паризької Богоматері, де він мав би користуватися правом притулку. Есмеральда висловлює йому вдячність, продовжуючи кохати Феба. Дзвонар, зі свого боку, починає служити і захищати Есмеральду, чим викликає ревнощі архідиякона до себе.
Фролло знову намагається завоювати любов Есмеральди, змушуючи її обирати між ним і смертю, але циган відмовляє йому. Тепер навіть Людовік XI, король Франції, не може захистити дівчину, і її вбивають. Глухота Квазімодо додає драматизму, адже він не дає цигану, який мав намір дати Есмеральді втекти, увійти до собору. Фролло спостерігає за стратою з вежі дзвіниці разом із Квазімодо, який, охоплений гнівом, змушує архідиякона впасти.
Наприкінці історії Квазімодо йде до місця, де було покладено тіло Есмеральди, і дозволяє собі померти поруч з нею — сцена під назвою «Весілля Квазімодо».

## Діснеївська версія
У повнометражному фільмі Діснея 1996 року Квазімодо є абсолютним протагоністом і дуже відрізняється від роману.
На відміну від роману, Квазімодо з діснеївської версії має обидва ока, ліве лише частково прикрите, не глухий і здатний вільно розмовляти. У нього є три антропоморфні друзі-горгульї на ім'я Віктор, Г'юго і Лаверна. Живучи в ізоляції в соборі і щодня дзвонячи в дзвони, Квазімодо розвинув надлюдську силу, велику спритність і витончені навички в ремеслі, виліпивши модель Парижа.
На початку фільму мати-циганка намагається взяти горбату дитину з собою до собору Паризької Богоматері, але суддя-антициган Клод Фролло переслідує її і ненавмисно вбиває. Фролло намагається втопити дитину в найближчому колодязі, побачивши її потворність (і назвавши її чудовиськом), але архідиякон церкви зупиняє його і просить спокутувати свій злочин, виховавши дитину як свого сина. Побоюючись гніву Божого, Фролло неохоче погоджується і всиновлює дитину в надії, що колись вона стане йому в нагоді. Фролло жорстоко називає дитину Квазімодо, що в перекладі з латинської означає «напівсформований». Протягом багатьох років він жорстоко виховує Квазімодо, забороняючи йому виходити з вежі собору і навчаючи його, що світ є злим і гріховним місцем, і що жителі Парижа відкинуть його через його потворність. Він також бреше Квазімодо про його матір, розповідаючи, що вона покинула його в дитинстві і що будь-хто інший втопив би його, якби Фролло не втрутився і не всиновив його. Квазімодо, однак, виростає добросердим, наївним, сором'язливим і допитливим юнаком, який прагне приєднатися до зовнішнього світу.
Попри заборону Фролло, Квазімодо пробирається з собору під час Свята дурнів, де його коронують «королем дурнів». Там він зустрічає Есмеральду, в яку закохується. Двоє охоронців Фролло псують момент, закидаючи його помідорами і прив'язуючи до колеса, щоб жорстоко принизити його і натовп глядачів. Фролло відмовляється допомогти йому в покарання за непослух, але Есмеральда жаліє його і звільняє після того, як капітану Фебусу не вдається переконати Фролло втрутитися. Після втечі Есмеральди Фролло стикається з Квазімодо, який вибачається і повертається на дзвіницю. Пізніше він подружився з нею і на знак подяки допомагає їй втекти від людей Фролло.
Зрештою Фролло знаходить циган і коханця Есмеральди, капітана Фебуса, на Дворі Чудес. Він засуджує Есмеральду до смерті, а Квазімодо приковує до дзвіниці. Однак Квазімодо звільняється і рятує Есмеральду від страти на вогнищі. Феб також виривається з клітки і згуртовує парижан проти тиранії Фролло. Однак Фролло успішно проникає до собору і намагається вбити Квазімодо. Вони недовго б'ються, поки Квазімодо не кидає Фролло на землю і не починає обурюватися, нарешті побачивши його таким, яким він є, засудивши невинну Есмеральду. Розлючений Фролло знову намагається вбити його і відкриває правду про свою матір. Зрештою, обидва чоловіки падають з балкона, але Феб ловить Квазімодо і тягне його в безпечне місце, в той час, як Фролло хапається за горгулью, яка ламається і кидає його на смерть. Нарешті Квазімодо приймають у суспільство парижани, які святкують смерть Фролло та визволення міста.
П'ять років потому, у сиквелі, дзвонар зберігає свою роботу, але тепер його приймають усі парижани, і він сам змирився зі шлюбом Есмеральди з Фебусом. Невдовзі після цього він заручається з циркачкою Маделейн, спочатку протистоїть Сарушу, злодію-власнику цирку, разом із сином Есмеральди Зефіром, а потім увінчує свою мрію про кохання до Маделейн з нагоди свята закоханих, коли вона переїжджає жити до нього в собор, де він розповідає їй усе про те, як пересуваються його горгульї.